# Santiago Arias
Santiago Arias Naranjo (ur. 13 stycznia 1992 w Medellín) – kolumbijski piłkarz grający na pozycji prawego obrońcy.

## Kariera klubowa
Swoją karierę piłkarską Arias rozpoczął w klubie Equidad CD z Bogoty. W 2009 roku awansował do kadry pierwszej drużyny. 5 kwietnia 2009 zadebiutował w Categoría Primera A w wygranym 1:0 domowym meczu z Independiente Medellín. W 2010 roku wywalczył z Equidadem wicemistrzostwo fazy Apertura.
W lipcu 2011 roku Arias podpisał kontrakt ze Sportingiem CP, do którego przeszedł na zasadzie wolnego transferu. W portugalskiej ekstraklasie swój debiut zaliczył 6 listopada 2011 w zwycięskim 3:1 domowym meczu z União Leiria, gdy w 80. minucie meczu zmienił Matíasa Fernándeza. Przez dwa sezony rozegrał w Sportingu 7 meczów. Grał głównie w rezerwach tego klubu.
W lipcu 2013 roku Arias został sprzedany za 675 tysięcy euro do PSV Eindhoven. W Eredivisie swój debiut zanotował 3 sierpnia 2013 w wygranym 3:2 wyjazdowym meczu z ADO Den Haag. W sezonie 2013/2014 był podstawowym zawodnikiem PSV.
| Sezon   | Klub                    | Kraj              | Rozgrywki           | Mecze | Bramki |
| ------- | ----------------------- | ----------------- | ------------------- | ----- | ------ |
| 2009    | CD La Equidad           | Kolumbia          | Categoría Primera A | 13    | 0      |
| 2010    | CD La Equidad           | Kolumbia          | Categoría Primera A | 7     | 0      |
| 2011    | CD La Equidad           | Kolumbia          | Categoría Primera A | 7     | 0      |
| 2011/12 | Sporting CP             | Portugalia        | Primeira Liga       | 6     | 0      |
| 2012/13 | Sporting CP             | Portugalia        | Primeira Liga       | 1     | 0      |
| 2012/13 | Sporting CP B           | Portugalia        | Segunda Liga        | 28    | 1      |
| 2013/14 | PSV Eindhoven           | Holandia          | Eredivisie          | 25    | 1      |
| 2014/15 | PSV Eindhoven           | Holandia          | Eredivisie          | 21    | 1      |
| 2015/16 | PSV Eindhoven           | Holandia          | Eredivisie          | 32    | 3      |
| 2016/17 | PSV Eindhoven           | Holandia          | Eredivisie          | 28    | 1      |
| 2017/18 | PSV Eindhoven           | Holandia          | Eredivisie          | 30    | 3      |
| 2018/19 | Atlético Madryt         | Hiszpania         | Primera División    | 25    | 1      |
| 2019/20 | Atlético Madryt         | Hiszpania         | Primera División    | 14    | 0      |
| 2020/21 | Bayer Leverkusen (wyp.) | Niemcy            | Bundesliga          | 1     | 0      |
| 2021/22 | Granada (wyp.)          | Hiszpania         | Primera División    | 12    | 1      |
| 2023    | FC Cincinnati           | Stany Zjednoczone | Major League Soccer | 29    | 2      |
| 2024    | Bahia                   | Brazylia          | Série A             | 23    | 0      |
| 2025    | Bahia                   | Brazylia          | Série A             | 5     | 0      |

## Kariera reprezentacyjna
W 2009 roku Santiago Arias wystąpił z reprezentacją Kolumbii U-17 na Mistrzostwach Świata U-17, które zostały rozegrane w Nigerii. Reprezentacja Kolumbii zajęła 4. miejsce. W 2011 roku zagrał z reprezentacją U-20 na Mistrzostwach Świata U-20, których gospodarzem była Kolumbia. Podczas tego turnieju reprezentacja Kolumbii dotarła do ćwierćfinału.
W seniorskiej reprezentacji Kolumbii Santiago Arias zadebiutował 14 listopada 2013 roku w wygranym 2–0 towarzyskim meczu przeciwko reprezentacji Belgii, rozegranym w Brukseli.

## Sukcesy

### PSV
- Mistrzostwo Holandii: 2014/2015, 2015/2016, 2017/2018
- Superpuchar Holandii: 2015, 2016

### Atlético Madryt
- Superpuchar Europy UEFA: 2018

### Reprezentacyjne
- 3 miejsce na Copa América: 2016
- Turniej w Tulonie: 2011